# Lebbeus Woods
Lebbeus Woods (Lansing, Michigan, 31 de mayo de 1940 – Nueva York, 30 de octubre de 2012) fue un ingeniero, profesor y artista futurista estadounidense.

## Biografía
Estudió arquitectura en la Universidad de Illinois y posteriormente se graduó en Ingeniería en la Universidad de Purdue. Comenzó su andadura en el mundo profesional trabajando para Eero Saarinen, concretamente colaborando en el proyecto del edificio para la Fundación Ford en Nueva York. Posteriormente trabajó para Richardson, Severns, Scheeler & Associates, un estudio con sede en Illinois. En paralelo, desarrolló una serie de pinturas que serían adquiridas por el Museo de Arte Contemporáneo de Indianápolis.
En 1976 decidió dedicarse de forma exclusiva al desarrollo de proyectos basados en la teoría y la experimentación. En 1988 participó, como cofundador del mismo, del Instituto de Investigación de Arquitectura Experimental, institución sin ánimo de lucro dedicada a la promoción del pensamiento y la práctica de la arquitectura experimental.
Durante muchos años impartió clases en la Escuela de Arquitectura Cooper Union de Nueva York, así como también en la European Graduate School de Saas Fee, en Suiza. Su trabajo de investigación le ha valido que algunos de los más relevantes arquitectos del panorama actual le hayan reconocido deuda de gratitud. Es el caso de Zaha Hadid, Steven Holl o Eric Owen Moss, entre otros.

## Proyectos
Muchos de los edificios o estructuras diseñadas por Woods fueron concebidas con la intención de trasladar al espectador a los límites de lo posible y probar con él una nueva forma de existencia. Se trata de edificaciones que en numerosas ocasiones parecen máquinas, desechando cualquier tipo de comodidad burguesa o complacencia.
En las últimas décadas del siglo XX produjo algunas de sus obras más conocidas, como la reconstrucción radical de La Habana, la de San Francisco, o la de Sarajevo, esta última tras la Guerra de los Balcanes.  Estos proyectos eran acometidos por su parte con el convencimiento de que su arquitectura sería capaz de cicatrizar un mundo en guerra y levantarse mientras otra se desmoronaba. Así, afirmaba que la arquitectura y la guerra no eran incompatibles, puesto que la arquitectura era guerra y viceversa. Uno de sus proyectos más significativos fue el de un planteamiento de una zona desmilitarizada de Corea en un posible futuro. Un proyecto de un hangar sin tabiques y con vigas suspendidas sobre las que una cubierta actuaría a modo de envolvente, dejando entrever las vilezas de un conflicto armado.
Al final de su vida construyó su primer y único proyecto, el cual consisitó en un pabellón erigido en la ciudad china de Chengdu, encargado por Steven Holl y desarrollado en colaboración con Christoph Kumpusch. Se trataba de un pabellón de luz con puentes y rampas de vidrio y acero.